# Fabbrica Organi Ruffatti
La Fratelli Ruffatti Organi a canne è una storica azienda produttrice di organi di Padova.
L'azienda si occupa della costruzione e del restauro di organi a canne a trasmissione elettrica e meccanica.

## Storia
Nata come Famiglia Artigiana Fratelli Ruffatti, costituita nel 1940, con stabilimento a Padova, da parte di Alessio, Antonio e Giuseppe Ruffatti. 
Conosciuta a livello internazionale per le installazioni di strumenti di grande dimensione: Crystal Cathedral (California), Coral Ridge Presbyterian Church di Fort Lauderdale in Florida (su progetto dell'organista americana Diane Bish), il Santuario di Fatima (Portogallo).
I titolari si sono divisi nel 1968 e Giuseppe Ruffatti costituì la "Fabbrica Organi Ruffatti" a Albignasego (PD).
Tra le opere più rilevanti vanno menzionati il monumentale organo a 6 manuali del Duomo di Monreale, l'organo della Cattedrale del Cristo con più di sedici mila canne, la costruzione dell'organo a 5 manuali per il santuario Maria SS.ma del Tindari e il restauro nel 1973 dell'organo della basilica santuario del Carmine Maggiore a Napoli, oltre che l'organo della Chiesa Madre Maria SS.ma Immacolata di Belpasso (Ct) costruito fra il 1969 e il 1970 e l'organo a due manuali ed una pedaliera della Chiesa di San Benedetto il Moro di Acquedolci ( Messina) risalente al 1972.